# Dana Strum
Dana Strum (szül.: Dana Strumwasser) (Washington, 1958. december 13. –) a Vinnie Vincent Invasion, majd a Slaughter basszusgitárosa.

## Pályafutása
Kaliforniában San Fernando Valley-ben nőtt fel. Itt kezdte meg zenei pályafutását a Badaxe zenekarral. Ezt követően játszott a Starwooddal, a Quiet Riottal, a Mötley Crüe-vel, és egyéb zenekarokkal is.
Bár ismertséget a Vinnie Vincent Invasion és a Slaughter tagjaként szerzett, amolyan "tehetségkutatói" szerepet is betöltött a Los Angeles-i metál színtéren. Ő mutatta be például Randy Rhoadsot, majd Jake E. Leet is régi barátjának, Ozzy Osbourne-nak, valamint Vinnie Vincentet, majd Vincent utódját, Mark St. Johnt a Kissnek. Strum később Vince Neillel is játszott, ő hallható Vince 2010-es "Tattoos & Tequila" lemezén.

## Diszkográfia
Vinnie Vincent Invasion
- Vinnie Vincent Invasion (1986)
- All Systems Go (1988)

Slaughter
- Stick It to Ya (1990)
- The Wild Life (1992)
- Fear No Evil (1995)
- Revolution (1997)
- Back to Reality (1999)

Vince Neil
- Tattoos & Tequila (2010)